# NGC 6692
NGC 6692 ist eine elliptische Galaxie vom Hubble-Typ E-S0 im Sternbild Leier am Nordsternhimmel. Sie ist schätzungsweise 253 Millionen Lichtjahre von der Milchstraße entfernt.
Das Objekt wurde am 11. August 1883 von Edouard Stephan entdeckt.